# Carlos Faría
Carlos Rafael Faría Tortosa (Caracas; 11 de diciembre de 1962) es un político venezolano, fue Ministro del Poder Popular para Relaciones Exteriores de Venezuela entre 2022 y 2023.
Anteriormente, se desempeñó como Embajador de Venezuela en Rusia desde el 7 de junio de 2017 hasta el 16 de mayo de 2022. También fue ministro para la Industria y el Comercio, designado en cadena nacional de radio y televisión el 2 de agosto de 2016 por Nicolás Maduro, en sustitución de Miguel Pérez Abad.

## Primeros años
Hijo del fallecido dirigente comunista Jesús Faría y Elizabeth Tortosa, es hermano del político Jesús Faría Tortosa. Graduado con honores cum laude en la Universidad Politécnica de Járkov, República Socialista Soviética de Ucrania, antigua Unión Soviética, en 1987, con el título de Ingeniero Mecánico, mención Tecnología en la Construcción de Maquinarias, Máquinas, Herramientas e Instrumentos.
Cuenta con treinta años de experiencia en la conducción de plantas en la industria de artes gráficas (imprentas), del plástico, eléctrica, metalmecánica y productos de consumo masivo, así como en el área de mantenimiento industrial y desarrollo de proyectos.
Es familia de dirigentes políticos, como en el caso de su padre que fue dirigente del partido comunista, Jesús Faría, y su hermano Jesús Faría Tortosa.
Desde febrero de 1992 hasta enero de 1995 ejerció como Gerente de Producción en Cromotip,C.A., empresa de artes gráficas en Venezuela. Luego, entre agosto de 1995 y mayo de 1996, ocupó el cargo de Gerente de Planta y Gerente de Ventas en C.A.Induesca, en Caracas, y a partir de junio de 1996 hasta marzo de 1997 trabajó Ingeniero de Planta en Same’s de Venezuela, también en la ciudad capital.
Entre abril de 1997 y febrero de 1999, desempeñó el cargo de Jefe del Departamento de Mantenimiento Electromecánico en C.A. Editora El Nacional, en Caracas.
Asimismo, desde agosto hasta diciembre de 1999, cumplió labores como Ingeniero de Proyecto en el Banco Central de Venezuela, en Caracas, y de noviembre de 2000 a marzo de 2008 fue Jefe de Producción (2000-2001) en 1 planta; Gerente de Producción (2001-2003) 2 plantas; Gerente de Planta (2003-2004) 2 plantas y Gerente de Operaciones Venezuela-Colombia (2004-2008) 4 plantas: 2 en Venezuela (Santa Lucía) y 2 en Colombia (Bogotá y Cali), en la Corporación Clorox de Venezuela, situada en Santa Lucía, estado Miranda.

## Carrera política
A partir de junio de 2008 hasta noviembre de 2009, ejerció el cargo de Gerente de Asistencia Técnica y Seguimiento en el Fondo Estratégico para el Desarrollo Conjunto de Venezuela y Bielorrusia (MEF), en Caracas. Posteriormente, entre noviembre de 2009 y enero de 2010, se desempeñó como Gerente de Producción en la Empresa Mixta Venezuela-Bielorrusia para la Fabricación de Materiales de Construcción (Mopvi), en la capital venezolana.
Asimismo, desde marzo hasta julio de 2010, fue director general de Seguimiento y Control de Proyectos Estratégicos en el Ministerio de Ciencia, Tecnología e Industrias Intermedias, donde entre agosto de 2010 y agosto de 2016, ejerció además como Viceministro de Industrias Ligeras e Intermedias. Desde agosto de 2016 hasta febrero de 2017 cumplió funciones como Vicepresidente Sectorial de Economía y Ministro de Industria y Comercio.
El 6 de mayo de 2015, fue designado director principal de la junta directiva del Complejo Siderúrgico Nacional, S.A (CSN). Tres meses después, el 8 de agosto de 2014, fue nombrado director principal de la junta directiva de la Industria Venezolana de Cemento, S.A. (Invecem). 
El 4 de octubre de 2015, fue director principal de la junta directiva de la Planta de Autobuses Yutong Venezuela, S.A., empresa cuyo objeto social abarca: “La actividad económica del ramo automotriz, especialmente la producción, ensamble, distribución, comercialización, industrialización, investigación y desarrollo de autobuses y demás vehículos de transporte terrestre público de personas”.
El 3 de diciembre de 2015, según la Gaceta Oficial Nro. 40.804, fue designado presidente de la Corporación Socialista del Sector Automotor C.A. 
El 2 de agosto de 2016, de acuerdo con lo establecido en la Gaceta Oficial Nro. 40.975, fue nombrado ministro para Industria y Comercio. Tres días después, el 5 de agosto de ese año, fue designado vicepresidente sectorial de Economía. 
El 22 de diciembre de 2017, fue designado responsable de la misión permanente en la embajada de Venezuela en la Santa Sede (Ciudad del Vaticano), en Italia. Casi tres meses después, fue responsable del fondo de anticipo y avance de la embajada de Venezuela en la República de Belarús
Desde enero de 2015 hasta marzo de 2017 se desempeñó como Secretario Ejecutivo de la parte venezolana de la Comisión Intergubernamental de Alto Nivel Venezuela-Rusia (CIAN). Después, entre febrero de 2017 y mayo de 2022 estuvo acreditado como Embajador Extraordinario y Plenipotenciario de Venezuela en la Federación de Rusia. A partir de mayo de 2022 fue designado como Ministro del Poder Popular para Relaciones Exteriores. Fue sustituido en enero de 2023 por Yván Gil Pinto.